# Димитър Поппандов
Димитър Поппандов Пешковски (изписване до 1945 година: Димитъръ попъ Пандовъ) е български политик, просветен деец, общественик и революционер, деец на Вътрешна македоно-одринска революционна организация.

## Биография
Димитър Поппандов е роден през 1871 година в тиквешкото село Ваташа, тогава в Османската империя. Завършва Духовната академия в Санкт Петербург, Русия в 1901 година. В учебната 1901/1902 година е директор на Прилепското българско мъжко класно училище и управител на прилепските училища.
В същото време е ръководител на Прилепския околийски комитет на ВМОРО, но по-късно същата година е арестуван от турските власти и е затворен в Прилепския затвор. Държан е там шест месеца, след което през септември 1902 година е оправдан от апелативния съд. Отказва да заеме предишната си длъжност и поради това митрополит Григорий Пелагонийски, изразявайки колко ценен е Поппандов, моли екзарха да го назначи другаде.
В 1909 година е учител в Скопие в Българското свещеническото училище, където преподава църковна история и богослужение, и в Педагогическото училище. На 22 ноември е арестуван заедно с учителя Атанас Михайлов заради произнесените от тях речи по време на погребението на войводата Васил Аджаларски. Попандов е осъден на интерниране от вилаета за срок от 3 години, а Михайлов – 2 години.
В 1911/1912 и 1912/1913 година преподава в Солунската българска девическа гимназия.
След войните за обединение на България се включва активно в политическия и обществено-културния живот на македонската имиграция в България. През 1923 година става член-основател на Македонския научен институт. Избран е на изборите на 29 май 1927 година за депутат в XXII обикновено народно събрание (1927 - 1931) с листата на Демократическия сговор от Неврокопска избирателна околия. На 17 юли 1927 година народните представители от Горноджумайска, Неврокопска и Петричка околия в частно заседание се обособяват в отделна парламентарна група с председател д-р Иван Каранджулов и секретар Ангел Узунов, запасен член на Задграничното представителство на ВМРО.
В 1932 година е избран в Националния комитет на македонските братства. Влиза в ръководството и на Илинденската организация.
В 1942 година след освобождението на Вардарска Македония редактира българския кавадарски вестник „Тиквеш“.
- Писмо на управителя на Скопското българско педагогическо училище Константин Самарджиев до екзарх Йосиф I за арестуваните учители Димитър Попандов и Атанас Михайлов, с. 1, 9 декември 1909
- Писмо на управителя на Скопското българско педагогическо училище Константин Самарджиев до екзарх Йосиф I за арестуваните учители Димитър Попандов и Атанас Михайлов, с. 2
- Писмо на управителя на Скопското българско педагогическо училище Константин Самарджиев до екзарх Йосиф I за арестуваните учители Димитър Попандов и Атанас Михайлов, с. 3
- Писмо на управителя на Скопското българско педагогическо училище Константин Самарджиев до екзарх Йосиф I за арестуваните учители Димитър Попандов и Атанас Михайлов, с. 4